# Ingwaz
| Ingwaz           | Ingwaz             | Ingwaz             | Ingwaz             | Ingwaz             | Ingwaz    | Ingwaz    |
| Nome             | Proto-germanico    | Proto-germanico    | Antico inglese     | Antico inglese     |           |           |
| ---------------- | ------------------ | ------------------ | ------------------ | ------------------ | --------- | --------- |
| Nome             | *Ingwaz            | *Ingwaz            | Ing                | Ing                |           |           |
| Significato      | dio Yngvi          | dio Yngvi          | dio Yngvi          | dio Yngvi          | dio Yngvi | dio Yngvi |
| Forma            | Fuþark antico      | Fuþark antico      | Fuþorc             | Fuþorc             |           |           |
| Forma            |                    |                    |                    |                    |           |           |
| Unicode          | ᛜ ᛝ U+16DC, U+16DD | ᛜ ᛝ U+16DC, U+16DD | ᛜ ᛝ U+16DC, U+16DD | ᛜ ᛝ U+16DC, U+16DD |           |           |
| Traslitterazione | ŋ                  | ŋ                  | ŋ                  | ŋ                  | ŋ         | ŋ         |
| Trascrizione     | ŋ                  | ŋ                  | ŋ                  | ŋ                  | ŋ         | ŋ         |
| IPA              | [ng]               | [ng]               | [ng]               | [ng]               | [ng]      | [ng]      |
| Ordine alfab.    | 22                 | 22                 | 22                 | 22                 | 22        | 22        |

*Ingwaz (che indica il dio Yngvi) è il nome proto-germanico ricostruito della runa del Fuþark antico ŋ (carattere Unicode ᛜ). Tale runa compare anche nel Fuþorc anglosassone e frisone con il nome di Ing.

## Forme
La runa ingwaz (che esiste nelle tre varianti /ᛜ, /ᛝ e ) è, insieme alle rune perþo ed eihwaz, uno dei casi più problematici riguardo alla sua origine, non essendo attestata nelle iscrizioni più antiche.
La ingwaz compare come runa indipendente una sola volta, nell'alfabeto della pietra runica di Kylver; per il resto è sempre attestata come runa legata i͡ŋ, nelle forme  e  (la "runa della lanterna", simile per forma alla gēr del Fuþorc), ma tale identificazione è messa in discussione nella maggior parte dei casi poiché lo stesso simbolo potrebbe anche rappresentare una runa riflessa della wunjo o della þurisaz. Il caso più antico di runa legata i͡ŋ leggibile in tale modo con sufficiente sicurezza si ritrova nell'iscrizione mari͡ŋs (riferentesi forse ai "Mæring" o Ostrogoti) sulla fibbia d'argento di Szabadbattyán (V secolo).

## Poemi runici
La ingwaz compare solamente nel poema runico anglosassone con il nome di ing.
| Poema runico: | Traduzione: |
| Antico inglese ᛝ Ing wæs ærest mid East-Denum gesewen secgun, oþ he siððan est ofer wæg gewat; wæn æfter ran; ðus Heardingas ðone hæle nemdun. | ᛝ Ing fu visto dagli uomini per la prima volta tra i Daner orientali, finché, seguito dal suo carro, se ne andò verso est sopra le onde. Così gli Heardingas chiamano quell'eroe. |